# 柏村町
柏村町（かしむらちょう）は、大阪府八尾市の地名。現行行政地名は柏村町一丁目から柏村町四丁目。住居表示は未実施。

## 歴史
令制国一覧 > 畿内 > 河内国 > 若江郡 > 柏村新田ほか
宝永元年（1704年）の大和川付け替え後の新田開発により創生された。志紀郡太田村の柏原仁兵衛芳次が請負人となり新田開発を行った。
宝永5年の検地後は幕府直轄領、宝永7年以降小田原藩領となり幕末に至る。明治期の市町村制施行により曙川村の大字となる。昭和57年（1982年）に町名地番改正が行われ、丁目表示されるようになった。
2019年（令和元年）12月20日 - 曙川南土地区画整理事業換地処分に伴い、柏村町三丁目の一部を都塚北一丁目に分離、大字刑部の一部を柏村町三丁目に編入。

## 地理
近鉄高安駅・恩智駅間の玉串川沿いに位置する。かつての柏村新田は現在の曙川東1,2丁目全域、曙川東4丁目の一部、山本高安町2丁目の一部と恩智中町1丁目の一部も含まれている。2丁目の高安検車区敷地内は旧柏村新田（旧大字柏村）に含まれず、旧大字教興寺・垣内の一部だった。
旧村落は現在の4丁目あたり。現在は概ね住宅地となっている。

## 世帯数と人口
2020年（令和2年）3月31日現在（八尾市発表）の世帯数と人口は以下の通りである。
| 丁目         | 世帯数  | 人口    |
| ------------ | ------- | ------- |
| 柏村町一丁目 | 82世帯  | 174人   |
| 柏村町二丁目 | 187世帯 | 306人   |
| 柏村町三丁目 | 195世帯 | 412人   |
| 柏村町四丁目 | 247世帯 | 531人   |
| 計           | 711世帯 | 1,423人 |

### 人口の変遷
国勢調査による人口の推移。
| 1995年（平成7年）  | 1,632人 | [ 6 ]  |  |
| 2000年（平成12年） | 1,696人 | [ 7 ]  |  |
| 2005年（平成17年） | 1,558人 | [ 8 ]  |  |
| 2010年（平成22年） | 1,614人 | [ 9 ]  |  |
| 2015年（平成27年） | 1,627人 | [ 10 ] |  |

### 世帯数の変遷
国勢調査による世帯数の推移。
| 1995年（平成7年）  | 599世帯 | [ 6 ]  |  |
| 2000年（平成12年） | 652世帯 | [ 7 ]  |  |
| 2005年（平成17年） | 624世帯 | [ 8 ]  |  |
| 2010年（平成22年） | 689世帯 | [ 9 ]  |  |
| 2015年（平成27年） | 716世帯 | [ 10 ] |  |

## 学区
市立小・中学校に通う場合、学区は以下の通りとなる（2020年5月時点）。
| 丁目         | 番・番地等              | 小学校             | 中学校               |
| ------------ | ----------------------- | ------------------ | -------------------- |
| 柏村町一丁目 | 全域                    | 八尾市立刑部小学校 | 八尾市立曙川南中学校 |
| 柏村町二丁目 | 全域                    | 八尾市立刑部小学校 | 八尾市立曙川南中学校 |
| 柏村町三丁目 | 1～79番地 100～159番地  | 八尾市立刑部小学校 | 八尾市立曙川南中学校 |
| 柏村町三丁目 | 80～99番地 160～174番地 | 八尾市立曙川小学校 | 八尾市立曙川南中学校 |
| 柏村町四丁目 | 全域                    | 八尾市立刑部小学校 | 八尾市立曙川南中学校 |

## 事業所
2016年（平成28年）現在の経済センサス調査による事業所数と従業員数は以下の通りである。
| 丁目         | 事業所数 | 従業員数 |
| ------------ | -------- | -------- |
| 柏村町一丁目 | 7事業所  | 133人    |
| 柏村町二丁目 | 4事業所  | 41人     |
| 柏村町三丁目 | 9事業所  | 117人    |
| 柏村町四丁目 | 13事業所 | 155人    |
| 計           | 33事業所 | 446人    |

## 施設

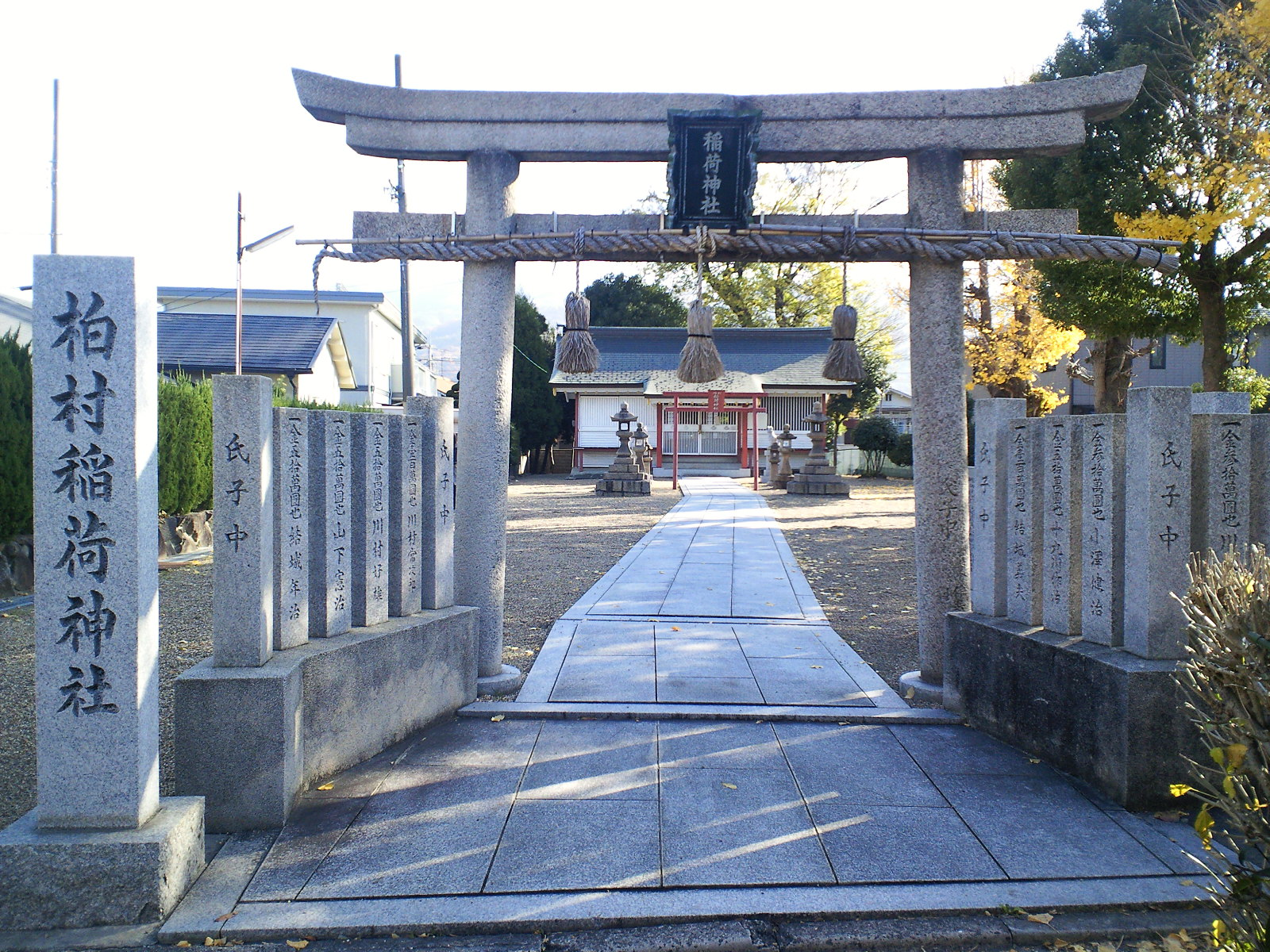
柏村稲荷神社

（1丁目）
- 清友幼稚園
- 金光学園（金光八尾中学校・高等学校）

（2丁目）
- 近鉄高安検車区（南側の車庫）
- 大阪瓦斯曙川健友寮
- 源気温泉八尾おゆば

（4丁目）
- 柏村稲荷神社
柏村新田の鎮守。

## 交通

### 主要道路
- 国道170号大阪外環状線
- 大阪府道15号八尾茨木線
- 大阪府道182号柏村南本町線

### 鉄道
- 1,2丁目あたりは近鉄高安駅の徒歩圏、3,4丁目あたりは恩智駅の徒歩圏。

## その他

### 日本郵便
- 郵便番号 : 581-0022[2]（集配局：八尾郵便局[13]）。